# Kingston (Schiff, 1939)
HMS Kingston (F64) war ein Zerstörer der K-Klasse der Royal Navy. Der im Oktober 1937 bei J. Samuel White & Co. in Cowes auf der Isle of Wight auf Kiel gelegte Neubau kam als zweites Schiff der K-Klasse am 14. September 1939 in den Dienst der Royal Navy.

Für ihre Einsätze im Zweiten Weltkrieg wurde die Kingston mit den Battle Honours Atlantic 1939, North Sea 1939, Malta Convoys 1941/42 und Sirte 1942 ausgezeichnet.
Am 22. März 1942 nahm die Kingston während des Zweiten Seegefechts im Golf von Syrte am Angriff britischer Zerstörer auf die italienische Flotte teil und wurde in der Drehung zur Attacke von einer 15″-Granate der Littorio durchschlagen, die erst im Wasser explodierte. Die Druckwellen erzeugten schwere Schäden und die Maschine fiel aus. 15 Besatzungsmitglieder wurden getötet und 20 weitere verletzt. Nach einiger Zeit gelang es, die Maschine wieder in Betrieb zu nehmen und mit eigener Kraft Malta zu erreichen. Die Reparatur scheiterte durch andauernde Luftangriffe, wobei vierzehn weitere Besatzungsmitglieder starben und vier weitere verletzt wurden. Nach den Bombenschäden wurde die Kingston als nicht mehr reparabel eingestuft (Total Constructive Loss).

## Geschichte
HMS Kingston wurde am 6. Oktober 1937 bei J. Samuel White & Co. in Cowes auf der Isle of Wight 16 Tage nach der fast baugleichen Jersey auf Kiel gelegt. Am 9. Januar 1939 lief der Neubau als sechste Kingston für die Royal Navy vom Stapel. Benannt war das Schiff nach dem Londoner Stadtteil Kingston upon Thames. Die Indienststellung des zweiten Schiffs der K-Klasse mit der Kennung F64 fand am 14. September 1939, drei Wochen nach dem bei Hawthorn, Leslie & Co. fertiggestellten Flottillenführer Kelly, statt, und das Schiff wurde der im Aufbau befindlichen 5. Zerstörerflottille zugewiesen, die alle Neubauten der K-Klasse umfassen sollte, von denen Kimberley am 21. Februar 1940 als letztes Schiff in Dienst gestellt wurde.

### Einsätze
Die „5th Destroyer Flotilla“ war Teil der Home Fleet und sollte in der Nordsee zur Konvoi-Sicherung und U-Boot-Abwehr eingesetzt werden. Während der Ausbildungszeit bei der Home Fleet wurden die Zerstörer selten im Flottillenverband eingesetzt, sondern bildeten Einsatzgruppen nach Verfügbarkeit. Als am 23. November 1939 die deutschen Schlachtschiffe Scharnhorst und Gneisenau nordwestlich der Färöer-Inseln den britischen Hilfskreuzer Rawalpindi versenkten, lief die Kingston aus dem Firth of Forth mit den Zerstörern Afridi und Gurkha sowie den Kreuzern Aurora, Edinburgh und Southampton zur Überwachung der Fair-Isle-Passage zwischen Schottland und den Shetlands aus und beteiligte sich an der Suche nach den zurücklaufenden deutschen Schiffen.
Schon am 29. November 1939 erzielte die Kingston ihren ersten Erfolg, als sie mit Kashmir und Icarus das deutsche U-Boot U 35 östlich der Shetlands mit Wasserbomben angriff. Das U-Boot versenkte sich selbst auf 60° 55′ N, 2° 47′ O, die britischen Zerstörer konnten die Besatzung retten und gefangen nehmen.
Lecks in der Wasserversorgung des Schiffes erzwangen die Reparatur auf einer Werft, die im März 1940 bei Silley Cox & Co. in Falmouth erfolgte. Danach wurde der Zerstörer im Kanal und der südlichen Nordsee eingesetzt.

#### Einsatz im Roten Meer
Der Beginn des deutschen Westfeldzugs 1940 führte zur Verlegung einer Vielzahl von Einheiten der Royal Navy in das Mittelmeer, da ein Kriegsbeitritt Italiens befürchtet wurde.
Allein am 16./17. Mai 1940 verließen in drei Gruppen 16 Zerstörer, zwei Sloops und der Flakkreuzer Carlisle Plymouth zur Verstärkung der Mediterranean Fleet.
Die Kingston führte die am Abend des 16. auslaufende zweite Gruppe mit den Schwesterschiffen Khartoum und Kandahar sowie Nubian, Hyperion, Hostile und Hasty. Die Gruppe erreichte am 18. Gibraltar und lief am folgenden Tag weiter nach Malta, wo sie am 21. eintraf. Von dort liefen die drei K-Zerstörer nach Ägypten und durch den Sueskanal zum Roten Meer, wo sie am 24. zusammen mit dem Schwesterschiff Kimberley, dem Kreuzer Carlisle und den Sloops Auckland und Flamingo eintrafen, die in anderen Gruppen gleichzeitig von Plymouth zum Roten Meer marschiert waren.
Die sieben neu eingetroffenen Einheiten wurden der zur East Indies Station gehörenden Red Sea Force unterstellt, die den Seeverkehr des britischen Empire durch das Rote Meer nach Ägypten sichern und ggf. italienische Angriffe auf ihn unterbinden sollte. Neben den neu eingetroffenen Einheiten gehörten zu ihr zwei Leichte Kreuzer mit der neuseeländischen Leander und der australischen Hobart sowie vier weitere Sloops mit Grimsby, Shoreham und von der indischen Marine Cornwallis und Clive. Erster Befehlshaber der Gruppe war der Kommandant der Leander. Kingston bildete mit ihren drei Schwesterschiffen die vom Kommandanten der Kandahar geführte „28th Destroyer Division“, die zu der bei der Mittelmeerflotte neu gebildeten 14th Destroyer Flotilla gehörten.
Als der Kriegsbeitritt Italiens an der Seite Deutschlands am 10. Juni 1940 erfolgte, waren die vier Zerstörer schon nach Aden verlegt, um einen Ausbruch der Italiener aus dem Roten Meer und die Flucht weiterer feindlicher Handelsschiffe nach Eritrea zu verhindern. Eine erste Erkundung der italienischen Küstenbereiche am 11. und 12. Juni durch die Hobart mit Kingston und Khartoum provozierte erfolglose italienische Luftangriffe auf die britischen Einheiten, die keine Reaktion der italienischen Marine feststellen konnten. Beim Versuch, in das Rote Meer zurückzukehren, beschoss am 23. Juni das seit über einer Woche in See befindliche italienische U-Boot Toricelli die Sloop Shoreham, die auch getroffen und beschädigt wurde. Die alarmierten Zerstörer Kandahar, Kingston und Khartoum wie auch die indische Sloop Indus griffen in das Gefecht ein und versenkten die Toricelli nördlich von Perim. Die Überlebenden wurden von Kingston und Kandahar aufgenommen und nach Aden in die Kriegsgefangenschaft gebracht. Die auf Patrouille bleibende Khartoum ging später durch die Explosion eines eigenen Torpedos an Deck verloren (siehe auch Khartoum (Schiff)#Das Ende der Khartoum).
Die Kingston sicherte mit den Schwesterschiffen Kandahar und Kimberley und weiteren Einheiten der Navy in der Folgezeit Geleitzüge durch das Rote Meer, so etwa das Truppengeleit WS.2A mit etwa 17.000 Mann auf sechs Passagier- und fünf Transportschiffen, die Konvois AP.1 und AP.2 mit vier Transportern sowie dem Personal und der Ausrüstung dreier Panzerregimenter und AP.3 im Oktober 1940 sowie Ende des Jahres US.7 mit australischen Truppen für den Mittleren Osten.
Wartungsbasis für die Zerstörer war während der Einsätze im Roten Meer Bombay. Am 16. März 1941 unterstützte Kingston mit Kandahar und den Kreuzern Glasgow und Caledon sowie weiteren Hilfsschiffen die Rückeroberung der Hauptstadt von Britisch-Somaliland, Berbera, das die Briten am 19. August 1940 vor den angreifenden Italienern geräumt hatten. Von Aden aus wurden Truppen an Land gesetzt und mit Unterstützung der Schiffsartillerie die Stadt Berbera wieder eingenommen.

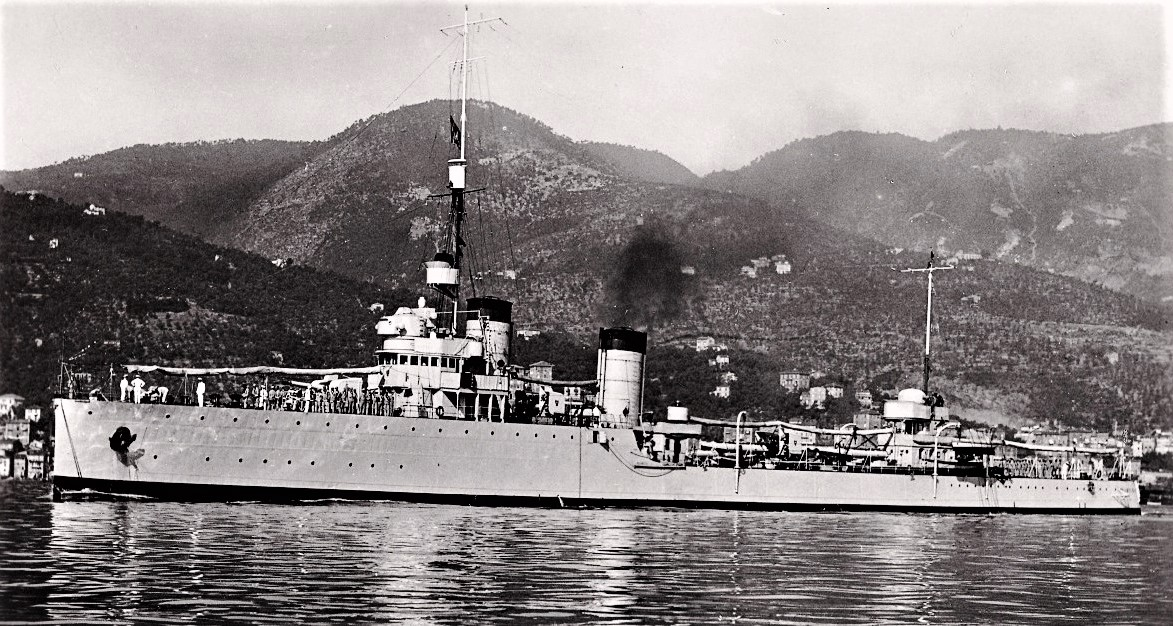
Der Zerstörer Pantera der Leone-Klasse

Am 5. April entdeckte die Kingston die Wracks der Zerstörer Pantera und Tigre der Leone-Klasse, die von ihren Besatzungen südlich von Dschidda versenkt worden waren. Kingston zerschoss die Rümpfe, die dann von britischen Bombern aus Port Sudan endgültig vernichtet worden. Drei Tage später, am 8. April, brachte die Kingston das italienische Hospitalschiff RAMB IV vor Massaua auf.

#### Einsatz im Mittelmeer
Am 17. April 1941 traf die Kingston als letzter der im Roten Meer eingesetzten Zerstörer in Alexandria ein, um bei der Mediterranean Fleet eingesetzt zu werden. Zuerst kam der Zerstörer mit seinen beiden auch aus dem Roten Meer abgezogenen Schwesterschiffen bei der Sicherung des Rückzugs alliierter Truppen aus Griechenland im Rahmen der Operation Demon zum Einsatz, es folgte Anfang Mai die Sicherung der schweren Einheiten der Mittelmeerflotte bei der Versorgungsoperation „Tiger“ für Malta.
Nach den deutschen Luftlandungen auf Kreta (Unternehmen Merkur) war der Zerstörer Teil der „Force C“ zur Abwehr von deutschen Verstärkungen über See mit den Zerstörern Kandahar, Nubian und Juno sowie den Kreuzern Naiad und der australischen Perth. In der Nacht zum 21. Mai konnte der Verband einen italienischen Schnellbootangriff abwehren. Am 22. griff der Verband, verstärkt durch die Flakkreuzer Calcutta und Carlisle, die zweite deutsche Motorseglerstaffel an. Durch die geschickte Verteidigung des sichernden italienischen Torpedoboots Sagittario und ständige Luftangriffe von Ju-88-Bombern der I./LG l und der III./KG 30 sowie Do-17-Bombern des KG 2 auf die britischen Einheiten verlor der deutsche Geleitzug nur zwei seiner 30 Fahrzeuge, wurde aber gezwungen, abzudrehen. Naiad und Carlisle erlitten Bombentreffer, und die „Force C“ drehte ebenfalls ab, um sich mit der schweren Deckungsgruppe zu vereinigen, die im Laufe des Nachmittags ebenfalls Ziel heftiger Luftangriffe durch Ju-87-Stukas des StG 2, Ju 88 der I./LG l und II./LG l sowie Bf-109-Jagdbombern wurde. Die I./LG l und eine Jabo-Rotte der III./JG 77 erzielten mehrere Nahtreffer auf dem Schlachtschiff Warspite, Ju 87 versenkten den Zerstörer Greyhound, von dem Kingston und Kandahar Überlebende retteten. Ju 88 und Ju 87 versenkten den Kreuzer Gloucester, der mit fast 700 Mann unterging und von dem deutsche Do-24-Seenotflugzeuge noch 65 Überlebende retteten. Zwei einzelne Bf-109-Jagdbomber der I./LG 2 (Hauptmann Herbert Ihlefeld) trafen am Abend den Kreuzer Fiji so schwer, dass er aufgegeben werden musste. Kingston konnte mit Kandahar 523 Überlebende retten. Bei den Luftangriffen wurden Naiad und Carlisle erneut getroffen und das Schlachtschiff Valiant leichter beschädigt.
Kingston hatte bei den Luftangriffen nur leichte Splitterschäden erlitten. Sie erreichte mit den Geretteten am 24. Mai Alexandria und beseitigte die Schäden. Um die Verteidigungsfähigkeit gegen Luftangriffe zu verbessern, wurde ihr hinterer Torpedorohrsatz durch eine 102-mm-L/45-Mk.V-Flak und ihre wenig wirkungsvollen Fla-MG-Vierlinge durch vier einzelne 20-mm-Oerlikon-Maschinenkanonen ersetzt.
Am 17. Juni löste Kingston mit dem Kreuzer Naiad sowie den Zerstörern Nizam und Jaguar britische Einheiten bei der Blockade der syrischen Küste ab. Am 23. durchbrach der französische Großzerstörer Guépard die britische Blockade. Er erhielt im nächtlichen Gefecht mit den Kreuzern Leander und Naiad und den Zerstörern Nizam, Jaguar und Kingston zwar einen Treffer, entkam aber auf Grund seiner überlegenen Geschwindigkeit. Am 2. Juli beschoss der australische Kreuzer Perth, gesichert von Naiad, Kandahar, Havock, Griffin und Kingston, französische Stellungen an der Küste.
Zur Unterstützung des Vorstoßes der britischen 8. Armee in Nordafrika zum Entsatz von Tobruk (Operation Crusader) täuschte die Mittelmeerflotte Mitte November 1941 eine Versorgungsoperation für Malta vor und bildete eine „Deckungsgruppe“ mit den Zerstörern Kingston, Kimberley, Napier, Nizam, Kipling und Jackal, von denen sich die beiden letzteren am 19. überraschend der Küste näherten und Stellungen der Achsenmächte im Gebiet des Halfaya-Passes beschossen.
Ein wohl auf Druck des britischen Premierministers Winston Churchill folgender Vorstoß mit dem Gros der Mittelmeerflotte führte am 25. nördlich von Bardia zum Verlust des Schlachtschiffs Barham mit 862 Toten durch einen Torpedofächer von U 331, das den Sicherungsschirm des britischen Schlachtschiffverbandes durchbrach, zu dem auch die Kingston gehörte.
Nach dem Auffüllen aller Vorräte verlegte die Kingston mit dem Schwesterschiff Kimberley sowie den Kreuzern Ajax und Neptune nach Malta zur Verstärkung der „Force K“, wo die Schiffe am 29. eintrafen.

Am 30. November 1941 liefen die vier neuen Einheiten der Force K zusammen mit den Kreuzern Aurora und Penelope sowie dem Zerstörer Lively erstmals gegen den Nachschubverkehr der Mittelmächte nach Nordafrika aus. Da die italienische Sicherungsgruppe mit den schweren Einheiten durch technische Probleme nicht rechtzeitig im erwarteten Kampfgebiet sein konnte, ordnete das italienische Marineoberkommando (Supermarina) an, dass die anderen Sicherungseinheiten den überlegenen britischen Kräften ausweichen und die Geleitzüge zurücklaufen oder nach Osten ausweichen sollten. Der Vorstoß der Force K ging ins Leere. Lediglich die RAF konnte einige Schiffe entdecken und beschädigen. Darunter war der von Trapani nach Tripolis laufende Tanker Iridio Mantovani (10.540 BRT), der am 1. Dezember etwa 70 sm nördlich von Tripolis von einem Lufttorpedo getroffen wurde. Der beim Tanker zurückgebliebene Zerstörer Alvise da Mosto entdeckte die den Tanker anlaufenden Penelope und Lively und versuchte erfolglos, sie mit Torpedos anzugreifen. Die beiden britischen Einheiten versenkten den italienischen Zerstörer, während der liegengebliebene Tanker später von Flugzeugen versenkt wurde.
Um das Versorgungsschiff Breconshire (9776 BRT) zurück nach Alexandria zu geleiten, verließen Kingston, Kimberley und Lively mit Ajax und Neptune am 5. Dezember Malta, von denen die drei letzteren am 6. den Rückweg nach Malta antraten, während Kingston und Kimberley den Versorger bis Alexandria geleiteten und wieder direkt zur Mittelmeerflotte traten.
Am 15. Dezember war die Kingston Teil der „Force B“ unter Konteradmiral Philip Vian mit den Leichten Kreuzern Naiad, Euryalus, Carlisle sowie den Zerstörern Jervis, Kimberley, Nizam, Havock, Hasty und Decoy, um den Transporter Breconshire von Alexandria erneut nach Malta zu bringen. Ab dem 16. kam die Force K mit drei Leichten Kreuzern und acht Zerstörern in drei Gruppen dem Verband entgegen, die sich am 17. trafen und zusammen in Richtung Malta weiterliefen. Italienische Luftangriffe blieben erfolglos. Gleichzeitig befand sich ein italienischer Versorgungskonvoi mit vier Schiffen auf dem Weg nach Tripolis, zu dessen Sicherung vier Schlachtschiffe, zwei Schwere und drei Leichte Kreuzer sowie dreizehn Zerstörer der italienischen Marine unter Admiral Angelo Iachino in See waren. Iachino drehte nach Meldungen der Luftwaffe auf den britischen Verband zu, kam aber erst kurz nach dem Einbruch der Dunkelheit mit diesem in Gefechtsberührung, die als Erstes Seegefecht im Golf von Syrte bezeichnet wurde. Ergebnisse wurden auf keiner Seite erzielt, weil jeder Verband sein Schutzobjekt zu decken versuchte, ohne von den lohnenden Zielen auf der anderen Seite zu wissen. Am 18. begann Vian mit seinem Verband den Rückmarsch nach Alexandria, und die Breconshire erreichte mit der Force K Malta.
Die Force K suchte mit drei Kreuzern und vier Zerstörern in einem erneuten Vorstoß nach dem italienischen Geleit, geriet aber in eine neu verlegte Minensperre vor Tripolis, auf der Neptune und Kandahar sanken und die beiden anderen Kreuzer beschädigt wurden. Vian erreichte mit seinem Verband am 19. Alexandria, wo italienische Torpedoreiter-Teams diese Rückkehr nutzten, um in den Hafen einzudringen (siehe auch Angriff auf Alexandria (1941)).
Die Kingston war im Januar 1942 an den britischen Nachschubunternehmen MF.2 und MF.4 beteiligt, bei denen ein beladener Transporter fast bis Malta eskortiert wurde und leere Schiffe aus Malta übernommen sowie ggf. auch Zerstörer getauscht wurden. Kingston ersetzte so am 26. Januar die Lance bei der Force K in Malta.

Beim Nachschubunternehmen V.5 im März 1942 wurden die Kingston und der Kreuzer Cleopatra aus dem Dienst in Malta abgelöst. Der rückmarschierende Verband wurde mehrfach erfolglos aus der Luft angegriffen und verlor am 11. März 1942 nördlich Sollum das Flaggschiff Admiral Vians, den Kreuzer Naiad, durch U 565.

### Das Ende derKingston
Am 22. März 1942 nahm die Kingston während des Zweiten Seegefechts im Golf von Syrte am Angriff britischer Zerstörer auf die italienische Flotte teil und wurde in der Drehung zur Attacke von einer 15″-Granate des Schlachtschiffs Littorio hinter dem Schornstein durchschlagen, die erst im Wasser explodierte. Die Druckwellen erzeugten schwere Schäden und der Antrieb fiel aus. 15 Besatzungsmitglieder wurden getötet und 20 weitere verletzt. Nach einiger Zeit gelang es, eine Maschine wieder in Betrieb zu nehmen und mit eigener Kraft Malta zu erreichen.
Eine Reparatur in Malta scheiterte durch häufige Luftangriffe, bei denen auch vierzehn Besatzungsmitglieder starben und vier weitere verletzt wurden. So erlitt das Schiff am 5. April weitere Schäden durch einen Nahtreffer, am 8. durchschlug ein Blindgänger im Vorschiff das Schiff und zwang es wegen der notwendigen Unterwasserreparaturen in ein Dock. Am 11. wurde das Schiff erneut mittschiffs von einer Bombe getroffen und kenterte im Dock nach Steuerbord. Es erfolgt ein Teilabbruch der als nicht mehr reparabel eingestuften (Total Constructive Loss) Kingston im Dock. Zwei Rumpfteile wurde zeitweise schwimmfähig gemacht, um sie im Norden Maltas bei Saint Paul’s Islands als Blockschiffe bei der Schaffung einer sicheren Reede für größere Verbände im Juni 1943 zu nutzen. Diese Reste des Zerstörers wurden 1947 gehoben und abgebrochen.